# Chân chim Nha Trang
Chân chim Nha Trang (danh pháp: Schefflera nhatrangensis) là một loài thực vật có hoa trong Họ Cuồng cuồng. Loài này được C.B.Shang mô tả khoa học đầu tiên năm 1984.